# Eufemiano Fuentes
Eufemiano Fuentes Rodríguez (Las Palmas de Gran Canaria, 20 de febrero de 1955) es un médico español, especializado en medicina deportiva y ginecología. Su labor como médico deportivo ha sido controvertida desde sus inicios, con constantes sospechas de dopaje, confirmadas por la Operación Puerto. En esta operación la Guardia Civil abre atestado por la presunta comisión de actos de dopaje durante el período 2002-2006. La figura del dopaje fue introducida en España a raíz de la entrada en vigor de la L.O. 7/2006, de 21 de noviembre, el 22 de febrero de 2007, razón por la que las prácticas del Dr. Fuentes eran, en ese momento, legales. 
La Audiencia Provincial de Madrid, en fecha 10 de junio de 2016, dictó sentencia por la que se absuelve a Eufemiano Fuentes de los delitos imputados, al señalar que la sangre no es ningún medicamento, tal y como señala la Ley Española, por lo que su actividad no es constitutiva de delito.

## Biografía

### Estudios y primeros trabajos
Nacido en Las Palmas, su familia quedó muy afectada por el secuestro y brutal asesinato de su tío, Eufemiamo Fuentes Díaz. Licenciado en Medicina por la Universidad de Navarra de manera brillante (obtuvo varias matrículas de honor), realizó el MIR en 1980 y se especializó en Ginecología. Durante su época de estudiante, fue Campeón de España universitario de 400 metros vallas en 1976 con Manuel Pascua Piqueras, técnico vinculado a la Real Federación Española de Atletismo (RFEA), como entrenador. En 1983 obtuvo la licenciatura de INEF por la Universidad Politécnica de Madrid.
Una vez acabada la carrera de medicina, Pascua le llamó y fue nombrado médico de la Residencia Blume (centro de alto rendimiento del deporte español) y de la RFEA, en los que trabajó desde principios de 1984. En ese entorno conoció a su exmujer, la atleta Cristina Pérez Díaz, a quien él preparaba.

### Relación con el atletismo
Su relación con el atletismo comienza en su época de estudiante en la que era practicante del mismo, hasta el punto de ser campeón de España universitario. Su entrenador de entonces, Manuel Pascua Piqueras, fue quien una vez acabada la carrera de medicina, le llamó y allanó el terreno para su entrada como médico de la RFEA, en una comisión científico-médica de nueva creación, y en la Residencia Blume de Madrid. Sus métodos fueron cuestionados constantemente y tanto Eufemiano como Cristina, su mujer, fueron acusados por los medios de comunicación de utilizar métodos dopantes para mejorar el rendimiento deportivo. Lo cierto es que nunca se pudo demostrar pues los numerosos controles antidopaje que pasó Cristina, casi todos dieron resultados negativos. 
En 1992 fue el médico de la expedición española en los Juegos Olímpicos de Barcelona '92; 
pero la RFEA poco a poco le fue cerrando puertas hasta que prácticamente llegó a prescindir de Eufemiano.
La gota que colmó el vaso fue un control antidopaje realizado a Cristina y que, según el presidente de la RFEA, se realizó incorrectamente. El resultado era positivo y esta cuestión fue ocultada por el presidente, siendo este expedientado por el Consejo Superior de Deportes por no informar de ello. Esto, unido a una serie de rumores que surgieron posteriormente a los Juegos Olímpicos de Seúl de 1988, provocó que Cristina estuviera a punto de dejar el atletismo pese a contar con tan solo 22 años y un futuro prometedor. Eufemiano dimite a su vez de su puesto en la RFEA, declarando además que nunca más se iba a dedicar a la medicina deportiva. Este hecho no hizo más que acrecentar los rumores de dopaje que circulaban.

### Ciclismo y fútbol
Volvió a ejercer pero no como ginecólogo, aunque para entonces ya había iniciado contactos con el ciclismo, en 1984, de la mano de Luis Pascua Piqueras (hermano de Manuel), que preparaba a ciclistas como Pedro Delgado, Cabestany o Jokin Mujika. En 1985 ya trabajaba para el equipo Seat-Orbea (comandado por Delgado), que luego se convertiría en el Caja Rural-Orbea (liderado por Marino Lejarreta), acudiendo al Tour de Francia 1987.
En 1988 Pedro Delgado, quien corría ya en el equipo Reynolds, dio positivo por probenecid en el Tour de Francia. Dicho fármaco evita que algunas sustancias sean eliminadas por la orina, como algunos antibióticos (aumentando su duración en el organismo) y anabolizantes (evitando que puedan ser detectados en los controles antidopaje de orina) pero no lo evitaba con la testosterona (que se eliminaba en la misma proporción que su isómero la epitestosterona y, por tanto, no alteraba el cociente entre ambas testosteronas y cuya elevación era la que se penaba con positivo a testosterona) que era la supuesta sustancia que habría intentado enmascarar Pedro. En los días posteriores al positivo de probenecid, Pedro Delgado siguió pasando controles (como líder del Tour de Francia y en su orina no apareció más probenecid ni la supuesta testosterona que dicha sustancia habría estado enmascarando, por lo que se llegó a pensar que si había ingerido probenecid no habría sido para enmascarar la eliminación urinaria de testosterona u otro anabolizante. Debido a que probenecid figuraba en la lista de sustancias prohibidas por el COI pero no en la de la UCI, Delgado fue absuelto y ganó la ronda francesa. El doctor Fuentes, en palabras al diario ABC pocos días después de lo sucedido, señaló que él no era médico de Delgado en esa temporada (tras haberlo sido en temporadas anteriores), y defendió la inocencia del corredor. Años después los diarios El Mundo (en 2001) y La Nueva España (en 2006) apuntaron a Fuentes como médico de Delgado también en aquel Tour de 1988.
En 1990 pasó a ser médico de la ONCE dirigida por Manolo Saiz, trabajando más tarde para Amaya Seguros y Vitalicio Seguros.
Finalmente, fue médico del Kelme, equipo este último del que fue médico hasta finales de 2002, con éxitos como los logrados por Escartín (1 etapa y 3.º de la general en el Tour 1999, y 2.º en la Vuelta 1998), Roberto Heras (ganador Vuelta 2000, 1 etapa en el Giro y 4 etapas en la Vuelta), Óscar Sevilla (mejor joven del Tour 2001 y 2.º en la Vuelta 2001), Aitor González (ganador de la Vuelta 2002) o Santiago Botero (2 etapas en el Tour y 3 etapas en la Vuelta). En 1999, Botero dio positivo por testosterona, pero se alegó que se debía a que su organismo lo producía de manera natural; en aquella época no se disponía aún de un método para diferenciar la testosterona endógena (producida por el propio organismo) de la exógena (tomada externamente, es decir, dopaje). En 2000, Óscar Sevilla fue suspendido por cafeína. Todos ellos tenían como médico al doctor Fuentes.
El equipo Kelme le permitió compaginar su papel de médico del equipo con otros trabajos. Por ejemplo, fue médico del equipo de fútbol U. D. Las Palmas, que en 2001 se vio inmerso en una polémica por las inyecciones recibidas por sus futbolistas para un decisivo partido contra el Rayo Vallecano. Se desligó del club al no cobrar el dinero acordado por su trabajo.
Además, atendía en privado a ciclistas de otros equipos, que contrataban sus servicios por entre 2-5 millones de pesetas (en función de su caché). De hecho, en la Vuelta a España 2001 se produjo la situación de que los dos primeros clasificados de la general eran pacientes suyos: el ganador Ángel Casero (del equipo Festina, a quien atendía en privado) y el segundo Óscar Sevilla (del equipo Kelme, donde era médico oficial). En el transcurso de la carrera (cuando Sevilla era líder de la carrera) dejó un mensaje en el contestador de Casero, en el que además de darle ánimos le pedía que estuviera tranquilo pues en caso de necesidad para la decisiva contrarreloj final de Madrid estaría preparado lo que tú ya sabes. Este hecho reavivó las sospechas de dopaje existentes; en respuesta a la polémica, Eufemiano dijo que había realizado la llamada de ánimo a Casero (rival del Kelme, equipo de Fuentes) a petición de su colega italiano Luigi Cecchini, médico de Casero, y que lo que tú ya sabes hacía referencia a unas bielas especiales para la bicicleta de contrarreloj.
En referencia a las acusaciones de dopaje, Eufemiano contestó lo siguiente:
No me considero un delincuente, ni un criminal. No tengo culpa de que otros compañeros no logren tantos éxitos como yo. No soy un tramposo. Es imposible hacer trampas durante 22 años sin descubrirte. Mi honor siempre ha quedado limpio en los tribunales. El ladrón piensa que todos son de su condición. Yo obtengo el máximo rendimiento de los ciclistas sin vulnerar la legalidad, utilizo productos que están en las farmacias.
En octubre de 2003 el Juzgado de lo Penal n.º 8 de Valencia condenó al director de la revista de ciclismo Meta2Mil a un año de cárcel y a abonar 6.000 euros de indemnización tanto a Fuentes como a Casero y 2.610 euros de multa por haber publicado el mensaje del doctor Fuentes a Casero, al considerarlo responsable de un delito de descubrimiento y revelación de secretos. El director presentó un recurso de amparo ante el Tribunal Constitucional, que rechazó dicho recurso.

### Tras el Kelme
Aunque oficialmente dejó el Kelme a finales de 2002 (pasando a ejercer únicamente como médico privado), su relación con el equipo no finalizó realmente, en parte porque su hermana, Yolanda Fuentes, era la médica del equipo. En la Vuelta a España 2004, Eufemiano atendió en un hotel de Aguadulce a Alejandro Valverde, jefe de filas del equipo Comunitat Valenciana (continuación del Kelme), después de que este sufriera una caída.
En 2005 anunció que dejaba el ciclismo para dedicarse al estudio de una extraña y muy grave enfermedad (retinoblastoma) que afecta a una de sus hijas, aunque los hechos posteriores pusieron en evidencia que seguía trabajando como médico deportivo para diversos deportistas (no sólo ciclistas). Entre otros, habría colaborado con Roberto Heras (del Liberty Seguros Würth de Manolo Saiz), encumbrado como ganador de la general (en la que era su cuarta vez) de la Vuelta a España 2005 y que poco después dio positivo en una prueba antidopaje que se le había realizado en la Vuelta, siendo desposeído de la victoria en favor del ruso Denis Menchov (Rabobank).

### Operación Puerto
El 10 de junio de 2006, la Audiencia Provincial de Madrid, dictó Sentencia firme por la cual se absuelve a los imputados de todos los delitos por los que se les juzgaba. Los jueces consideran que la conducta enjuiciada es conforme a la Ley española. 
En la Operación Puerto fueron juzgadas cinco personas y todas resultaron absueltas, por lo que no se entiende que el entonces instructor del atestado, el teniente de la Guardia Civil, Enrique Gómez Bastida, que luego fue ascendido a Comandante y posteriormente nombrado Director de la Agencia Española Antidopaje, abriera un atestado contra una conducta que, conforme a la Ley Española, no era delito.

#### Detención y resultados de la investigación

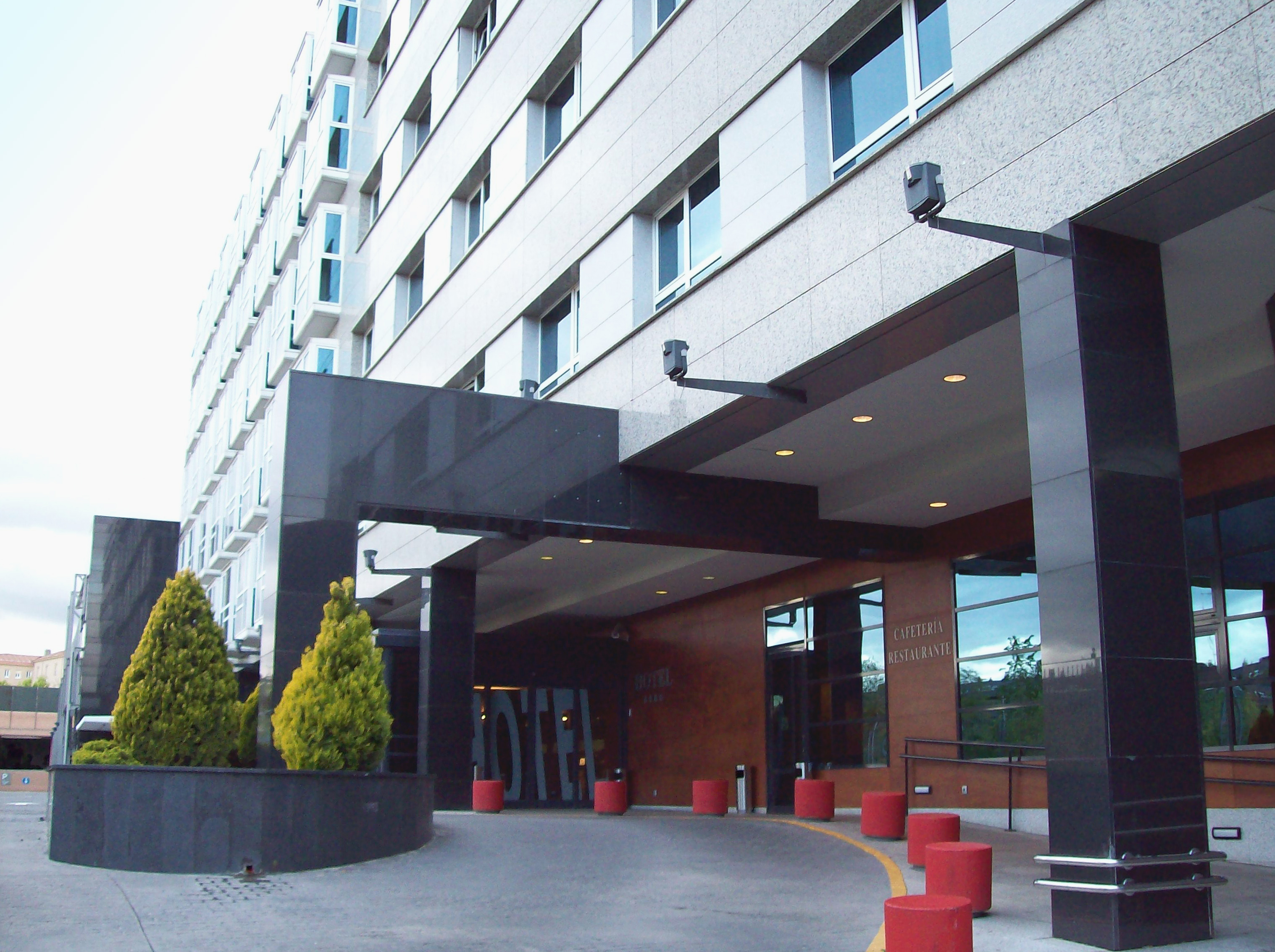
Acceso a la cafetería del Hotel Pío XII de Madrid donde se reunieron Fuentes, Merino Batres y Saiz poco antes de ser detenidos por la Guardia Civil, el 23 de mayo de 2006.

El 23 de mayo de 2006, en el marco de la Operación Puerto contra el dopaje, fue detenido por la Guardia Civil a la salida de la cafetería del Hotel Pío XII de Madrid, tras haberse reunido allí con Merino Batres y Manolo Saiz (director deportivo del equipo ciclista Liberty Seguros-Würth). 
En el momento de su detención portaba diez teléfonos móviles (con su número escrito con bolígrafo), dos de ellos con anotaciones: Kelme y nuevo 6... Checo. Llevaba también varias tarjetas: una con nombres y teléfonos de varios ciclistas y técnicos del equipo Liberty Seguros, otra tarjeta en la que figuraban la dirección, el teléfono laboral, el móvil y el fax de Mario Zorzoli (jefe médico de la UCI) y otra de los hoteles Silken con anotaciones manuscritas (Ale, Manc, Vino, Popo y Valverde), así como una revista del Tour de Francia 2006 con sus habituales símbolos, códigos y números escritos encima del recorrido de la carrera.
Los registros del instituto armado incluyeron dos propiedades de Fuentes en Madrid, en las que se incautaron, además de diversa documentación que detallaba planificaciones de dopaje para sus clientes deportistas diseñadas por Fuentes, un total 185 bolsas de sangre y 39 bolsas de plasma (que serían para autotransfusiones), así como esteroides, anabolizantes, corticoides y distintas hormonas.

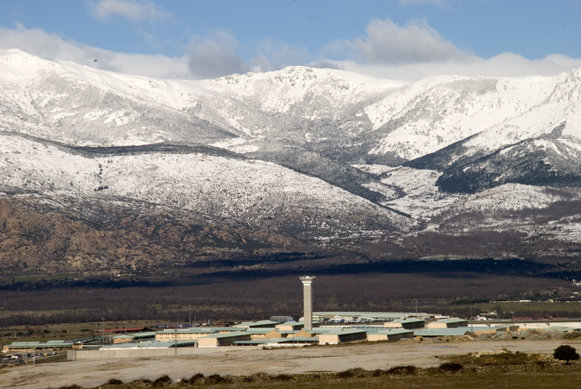
Prisión de Soto del Real.

Tras ser interrogado por la Guardia Civil, pasó a disposición judicial el 26 de mayo, ordenando el juez su ingreso en prisión, eludible con una fianza de 120.000 euros. Mientras que su colega Merino Batres abonó el importe ese mismo día, Fuentes tardó un día en reunir el dinero, pasando una noche en la prisión de Soto del Real. El doctor salió de prisión con una botella de agua en la mano y acompañado por su abogado y su madre, sin hacer declaraciones a los periodistas congregados.
Según las investigaciones del instituto armado, Fuentes sería el cabecilla de una red de dopaje que ofrecía diversas prácticas ilícitas para mejorar el rendimiento de sus clientes, que serían deportistas de élite de diversas disciplinas. Entre los servicios ofrecidos se encontrarían hormonas (incluyendo EPO, testosterona y otros anabolizantes), medicamentos y transfusiones sanguíneas. La trama, que contaba con ramificaciones y colaboradores en Italia, Alemania y Valencia, había desarrollado un argot para referirse tanto a los integrantes de la red (Fuentes, jefe de la misma, sería Astérix) como a los métodos de dopaje ofrecidos.

#### Clientes
Desde un primer momento, los investigadores apuntaron a que entre los deportistas clientes de la red de dopaje del doctor Fuentes no sólo había ciclistas, sino que también habría futbolistas, atletas, tenistas y otros deportistas. Los 58 clientes identificados por la Guardia Civil fueron ciclistas, mientras que otros nombres en clave no fueron identificados. No obstante, la lista de clientes de Fuentes sería más extensa que los nombres en clave ya conocidos que no han sido identificados. Esto se debe a que el juez Serrano, al decidir que sólo se investigaría un presunto delito contra la salud pública (al no ser el dopaje un delito en España), prohibió a los investigadores acceder al contenido de los dos ordenadores incautados en los registros, y que presumiblemente tendrían abundante información y más nombres (en clave o reales) de deportistas de otras disciplinas ajenas al ciclismo, como el fútbol y el tenis. La Guardia Civil tenía vídeos y grabaciones en los que aparecerían deportistas de nivel mundial no ciclistas.
La Guardia Civil, en el informe detallado de la investigación que envió al juez Serrano, identificó a numerosos deportistas (todos ciclistas) como clientes de la red de dopaje comandada supuestamente por Fuentes. Este dividía a sus clientes ciclistas en tres grupos: azules (del equipo Liberty Seguros), verdes (del equipo Comunitat Valenciana) y míos (clientes concretos de otros equipos). Algunos de los clientes de la red de dopaje que figuraban con nombres en clave en los manuscritos y la documentación incautada no pudieron ser identificados por la Guardia Civil.
El escándalo asociado creció al confirmar públicamente Eufemiano Fuentes, en sendas entrevistas a la Cadena SER y al diario Le Monde, que los ciclistas apenas suponían una parte de su cartera de clientes, que incluía a futbolistas (de Primera y Segunda División), tenistas o atletas.
Asimismo, Fuentes declaró que el hecho de que no salieran deportistas de esas disciplinas como implicados se debía a que esos deportes tenían más poder que el ciclismo, y que de conocerse la identidad de los deportistas no ciclistas que acudían a él podría costar el cargo a quien dirigía el deporte en España, Jaime Lissavetzky (Secretario de Estado para el Deporte). En 2008, el presidente de Real Sociedad, Iñaki Badiola, denunció "el gasto de miles de euros en dinero negro para comprar medicamentos y para pagar a Fuentes" durante la presidencia de José Luis Astiazarán. Real Sociedad pagó más de 320.000 euros a Fuentes anualmente. Aparecieron documentos de Fuentes con el título "Cuentas Asti" (presuntamente Astiazarán) y "RSoc".
De todos los clientes de la red de Fuentes, cinco (más uno no identificado por el instituto armado) han sido ya confirmados gracias al ADN o mediante confesión, mientras que el resto están todavía pendientes de que definitivamente se confirme o desmienta (según defienden todos los identificados no confirmados) su implicación en la trama sobre la base de las pruebas existentes (bolsas sanguíneas y documentación).

#### Proceso judicial

##### Apertura y controvertido archivo
La legislación española vigente en ese momento no contemplaba el dopaje como un delito penal, por lo que el juez instructor Antonio Serrano (del Juzgado de Instrucción n.º 31 de Madrid) se centró exclusivamente en si se había cometido un delito contra la salud pública.
El juez, basándose en un informe del Instituto Nacional de Toxicología que decía que la cantidad de EPO detectada en las bolsas sanguíneas estudiadas no suponía un peligro para la salud de los deportistas, no halló delito contra la salud pública, y decretó el sobreseimiento libre y archivo del caso el 8 de marzo de 2007.
El archivo del juez, así como los motivos esgrimidos para ello, fueron motivo de controversia.

##### Primera reapertura
La sección n.º 5 de la Audiencia Provincial de Madrid, atendiendo a los seis recursos presentados (UCI, AMA, AIGCP, RFEC, Fiscalía y Abogacía General del Estado), ordenó mediante un auto al juez Serrano la reapertura del caso el 14 de febrero de 2008.
El juez Serrano, basándose en un nuevo informe del Instituto Nacional de Toxicología (fechado el 8 de agosto) que decía que los niveles de EPO hallados en las bolsas de sangre no suponían un riesgo para la salud de los deportistas que pudiesen inyectársela, dijo no encontrar pruebas de un delito contra la salud pública y archivó de nuevo el caso el 26 de septiembre de 2008. El informe en el que el juez basó el archivo del caso incluía sin embargo la siguiente conclusión:
Las transfusiones homólogas tienen una serie de riesgos sobre el paciente que se ven incrementados en este caso, al no haberse cumplido los requisitos técnicos y condiciones mínimas para la obtención, preparación, conservación, distribución, suministro y utilización terapéutica de la sangre y sus componentes.
El juez Serrano consideró que esos riesgos para la salud del paciente a los que hacía referencia el informe no eran suficientes para continuar con el proceso.

##### Segunda reapertura
La Audiencia Provincial de Madrid (en concreto, el presidente de la sección quinta, Arturo Beltrán) ordenó de nuevo el 12 de enero de 2009 la reapertura del caso al juez Serrano, ordenando la preparación del juicio oral, al entender que sí existió delito.

#### Valoraciones personales sobre el caso
El diario francés Le Monde publicó en diciembre de 2006 una entrevista con el doctor Fuentes, en la que este expuso sus opiniones sobre la Operación Puerto y el dopaje.
- Preguntado sobre por qué no habían aparecido en la prensa los nombres de los futbolistas o equipos de fútbol implicados en la Operación Puerto, dijo que hay deportes con una maquinaria legal muy importante con la que defenderse, y que otros deportes están en desventaja respecto a ellos.[25]
- Se negó a revelar la identidad de ninguno de sus clientes, acogiéndose al secreto profesional, que es según sus palabras lo que le ha dado credibilidad ante los deportistas.[25]
- Aseguró que no ha cometido ningún delito contra la salud pública (el cargo por el que se le juzga, al no ser el dopaje delito en España en el momento de su detención), y denunció estar siendo sometido a un proceso paralelo por dopaje impulsado desde los medios de comunicación. En la entrevista, dijo que en 29 años como médico sus clientes no tuvieron problemas de salud, y aseguró que él se ha dedicado a proteger la salud de los deportistas que han contratado sus servicios, al ser según sus propias palabras el deporte de alto nivel un peligro para la salud.[25]
- Según sus palabras, la única profesión del mundo en la que está mal visto que el profesional recurra a ayudas para mejorar su rendimiento es el deporte de alto nivel, y aseguró que cuando un deportista pone en peligro su salud por ello, él reacciona como médico, sin importar que el medicamento utilizado para protegerle sea considerado dopante o no, al ser para él eso algo secundario.[25]
- Cree que los médicos deberían tener la posibilidad de elegir qué tratamiento dar, sin importar que sea dopante o no.[25]
- Considera que el dopaje realizado por alguien ajeno a la medicina (un entrenador o un deportista) no es lo mismo que la administración una sustancia dopante por parte de un médico, al entender que el dopaje es el uso o el abuso de un medicamento por parte de una persona que no tiene conocimiento, experiencia o capacidad para manejarlo.[25]

### Ocupación
Posteriormente se dedicó a ejercer la medicina como ginecólogo en un ambulatorio del Servicio Canario de Salud situado en Gran Canaria, con un sueldo de 2.500 euros mensuales.
En 2012 ficha por el equipo de fútbol de segunda división B Universidad de las Palmas como miembro del cuerpo técnico y máximo responsable de los servicios médicos.

### Operación Galgo
El 9 de diciembre de 2010 fue detenido, junto a su hermana Yolanda y otras 12 personas, para prestar declaración referente a una trama de dopaje deportivo, como implicado en la denominada Operación Galgo.
Mientras Fuentes se encontraba en el juzgado un delincuente común que compartió celda con el médico, declaró que este le había dicho:

Si dijera lo que sé, adiós al Mundial y a la Eurocopa

Estas palabras nunca fueron admitidas por el Dr. Fuentes y la persona que las dijo, se retractó públicamente.
La Audiencia Provincial de Madrid, por Auto de 30 de enero de 2012, declaró la nulidad de las escuchas telefónicas, y posteriormente el Juzgado de Instrucción n.º 24 de Madrid, ordenó el archivo de las actuaciones, no sin antes imputar como presuntos responsables de la comisión de un delito de falsificación de pruebas, a distintos agentes de la Guardia Civil que habían participado en la investigación de los hechos.